# Laurentius Zoch
Laurentius Zoch d. Ältere (auch: Lorentz Zoch; * 9. August 1477 in Halle (Saale); † 1533) war ein deutscher Jurist und Rechtswissenschaftler.

## Leben
Der Sohn des Pfänners und Salzgrafen Hans Zoch immatrikulierte sich im Sommersemester 1493 an Universität Leipzig. An der Akademie erwarb er im Wintersemester 1494 den Grad eines Baccalaureus und im Wintersemester 1498 den eines Magister der freien Künste. Darauf widmete er sich einem Rechtsstudium und ging von 1503 bis 1506 an die Universität von Bologna, promovierte dort 1506 zum Doktor beider Rechte, war ab 1511 Mitglied an der juristischen Fakultät in Leipzig und wurde 1516 als Kanzler an den Hof Albrechts von Brandenburg gezogen. In dessen Auftrag war in diplomatischen Missionen am Hof des Kaisers Maximilian I. beteiligt und beschäftigt er sich unter anderem mit Martin Luthers Schriften. Zoch begeisterte sich 1527 für die Ideen der Reformation und wurde daraufhin mit einer zweijährigen Haft belegt.
Er heiratete Klara († 1532), die Tochter des Leipziger Amtmanns Johann Preusser, Kanzlers des Herzogs Albrecht von Sachsen und Rates Herzog Georgs des Bärtigen von Sachsen.
In der älteren und neueren Literatur wird sein Sterbedatum neben der korrekten Zuordnungen (1533), fälschlicherweise oft auch mit dem 27. Februar 1547 in Wittenberg angegeben. Jedoch ist Laurentius Zoch der Ältere bereits im Laufe des Jahres 1533 verstorben. Am 12. November 1533 veräußern die Vormünder der Kinder „Lorentz Zochs Doctorn“ aus seinem Erbe von seinem Haus und Hof in der großen Ulrichstraße in Halle wiederkäuflich einen jährlichen Zins.
Lebensdaten nach 1533 sowie das Sterbedatum 1547 sind demnach seinem Sohn Lorenz Zoch d. J. zuzuordnen.
Der Ehe Laurentius Zochs d. Ä. mit Klara Preusser können folgende Söhne zugeordnet werden:
- Laurentius Zoch d. J. († 27. Februar 1547 in Wittenberg), imm. 1524 in Leipzig und 1529 in Wittenberg, 1538 Dr. jur. utr. in Wittenberg, Jurist, kurfürstlich sächsischer Rat, ab 1539 Professor und 1543 Rektor in Wittenberg, 1542 Assessor am Leipziger Oberhofgericht, oo mit Katharina († 29. September 1580), Tochter des Hieronymus Schurff
- Andreas Zoch (* 1519 in Halle; † 19. Dezember 1581 in Frankfurt/Oder), imm. 1536 in Wittenberg und 1541 in Frankfurt, 1547 Dr. jur. utr., Jurist, kurfürstlich brandenburgischer Rat, Professor, Rektor und Dekan in Frankfurt, oo mit Salome († 8. April 1585), Tochter des Pfänners und Oberbornmeisters Heinrich Gräfe in Halle
- Moritz/Mauritius Zoch († 1578 in Halle), imm. 1529 in Wittenberg, 1535 in Heidelberg, 1536 in Tübingen und 1541 in Ingolstadt, 1541 Dr. jur. utr. in Ingolstadt, Jurist, ab 1543 Assessor des Schöffengericht in Halle, ab 1570 Salzgraf in Halle, magdeburgischer Rat, oo I. mit einer Tochter des Stephan Pöllner, Pfänners in Halle, oo II. mit Elisabeth, Tochter des Pfänners und Oberbornmeisters Heinrich Gräfe in Halle
- Balthasar Zoch (* 1528/29 in Halle; † 25. Mai 1610 in Öttingen), vor 1561 im Kriegsdienst, ab 1561 in Diensten am Hof der Grafen von Öttingen, 1572–1610 Amtmann und Pfleger in Öttingen, gräfl. öttingischer Rat, oo I. mit Maria (*ca. 1541/42 in Halle; † 27. Juni 1572 in Öttingen), Tochter des N.N. Quetz aus Halle und der Kunigunde Alnpeck aus Freiberg, oo II. mit Anna von Lichow
- Johann Zoch († n. 1563), imm. 1534 in Wittenberg, Pfänner, Thalschöppe und 1561/63 Oberbornmeister in Halle, oo mit Anna Haupt
- Lazarus Zoch († 1576), imm. 1535 in Heidelberg, 1539 mit seinem Bruder Hieronymus in Tübingen, magdeburgischer Hauptmann auf dem Giebichenstein und Pfänner in Halle, oo 1565 mit Sibylla von Neuendorff, Witwe des Ulrich von Denstedt
- Hieronymus Zoch († nach 1553), imm. 1539 mit seinem Bruder Lazarus in Tübingen, 1543 Stadtschreiber in Weil der Stadt, 1552 Prokurator in Mainz, oo mit Sabina, Tochter des Bürgermeisters Weig in Weil der Stadt

## Wappen

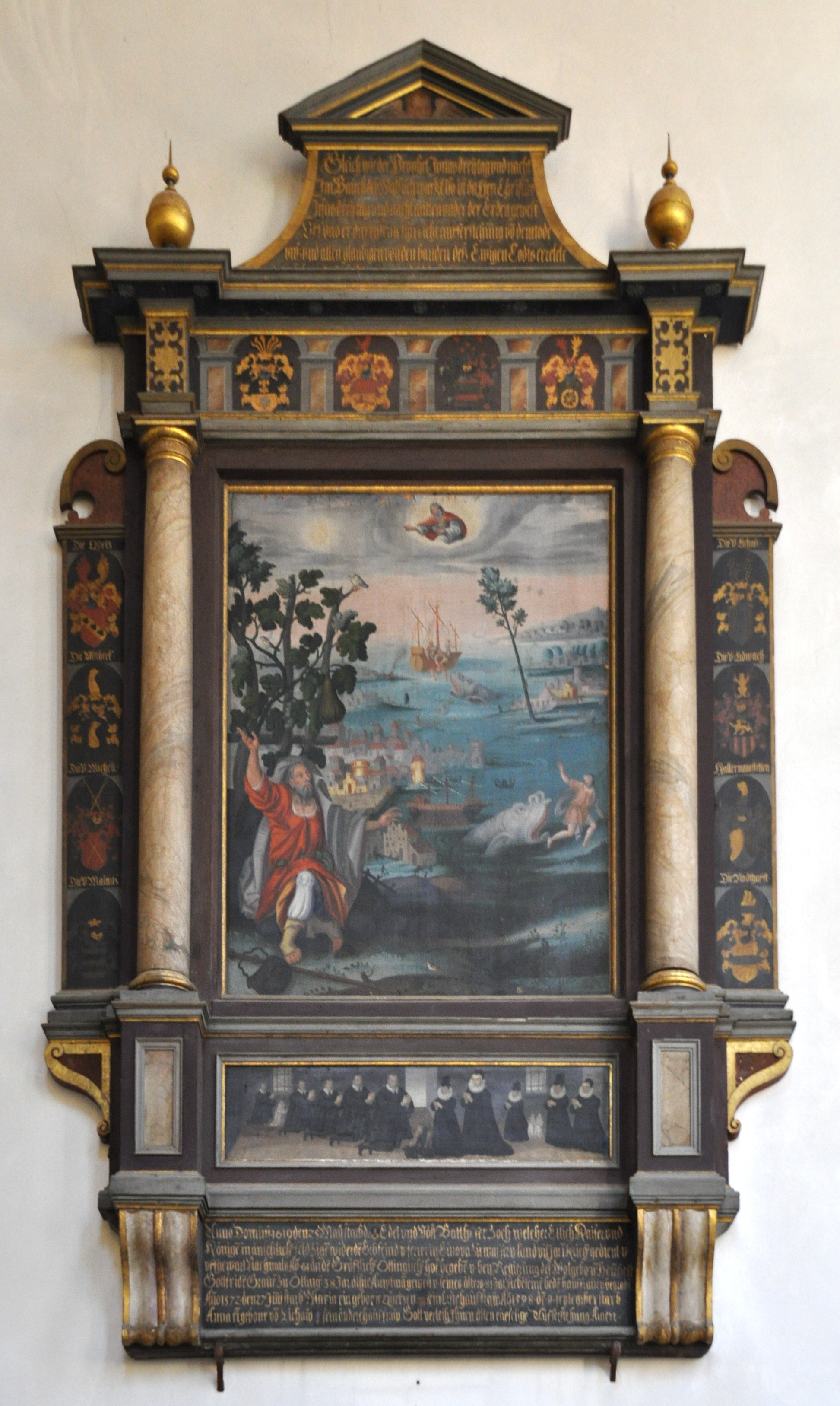
Epitaph des Balthasar Zoch (1529–1610), Öttinger Rat und Pfleger, oben links die Wappen Zoch und Preusser

Das Familienwappen des Lorenz Zoch d. Ä. findet sich 1524 auf seinem Siegel in einer Brandenburger Urkunde.
Mit Spangenhelm und Krone lässt sich das Wappen bei dessen Söhnen Lorenz Zoch d. J., 1547 auf dessen Wappenscheibe in Wittenberg, für Andreas Zoch, auf einer Brandenburger Medaille 1581 mit Brustbild, und für Balthasar Zoch, auf dessen Epitaph in Öttingen 1610 (Siehe Bildnis rechts) nachweisen.
Am 6. Februar 1623 verleiht Kaiser Ferdinand II. einen Wappenbrief mit Bestätigung des alten Adels, des Wappens und des Prädikats, sowie der Wappenbesserung im Adelsstand dem Kaiserlichen Rat Ludwig von Zocha zu Falbenthal und dessen Bruder Gottfried, Söhne des Balthasar Zoch und Enkel des Lorenz Zoch d. Ä.:
„Welchergestalt das altadeliche Geschlecht der Zocha, wie aus vielen Epitaphiis in Kirchen, Gepewen und sonsten zu sehen, neben ihrem wohlhergebrachten adelichen Stand und herkommen sich des altadelichen Wappens, das ist mit Namen": "geteilt # g., oben g. Lilie, unten r. Rose. Gekr. Turnierhelm: ein oben breiter Federbusch von 13 Straußenfedern # g. Decken: # g." Zum Unterschied von den "andern Zocha, welche sich niemals zu Falbenthal genennet und dennoch bishero gleichmäßiges Wappen sich gebraucht", erbaten und erhielten Sie folgendes Wappen: "quadriert 1, in # eine g. Lilie, 2. und 3.  in # in der Mitte überzwerch ain g. straßen zwischen derselben oben und unten drei nacheinander gestellte Werk oder Eckziegel. 4. in G. eine r. Rose. Gekrönter Helm: zwei in der Mitte überzwerch mit einer g. Straßen abgeteilte # Flügel. Decken: # g.“
In diesem Öttinger-Ansbacher Zweig setzt sich die Namensvariante Zocha durch.

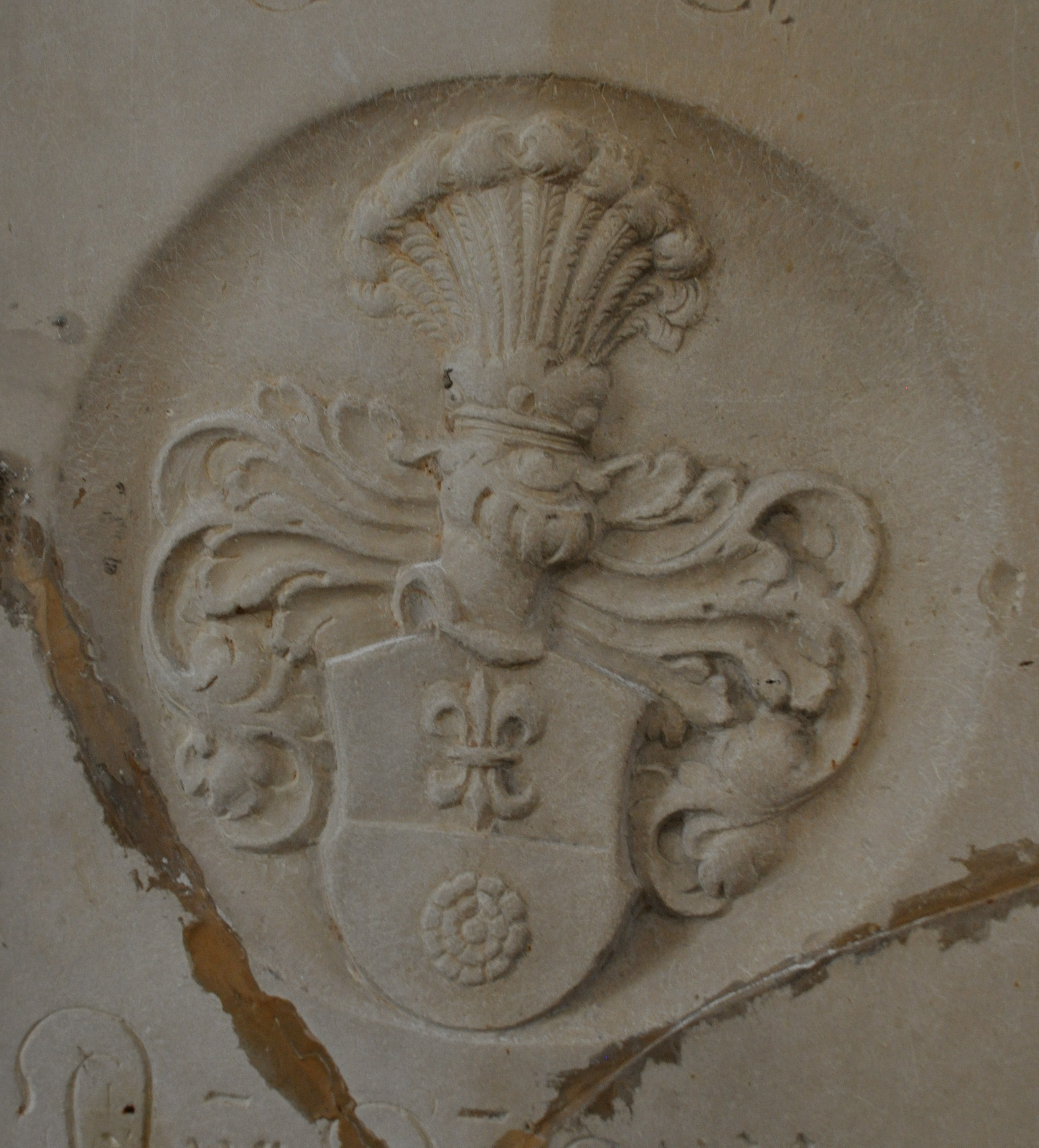
Zoch Wappen auf dem Epitaph der Anna Helena geb. von Helmstett († 1600), erste Ehefrau des Gottfried Zoch in Öttingen

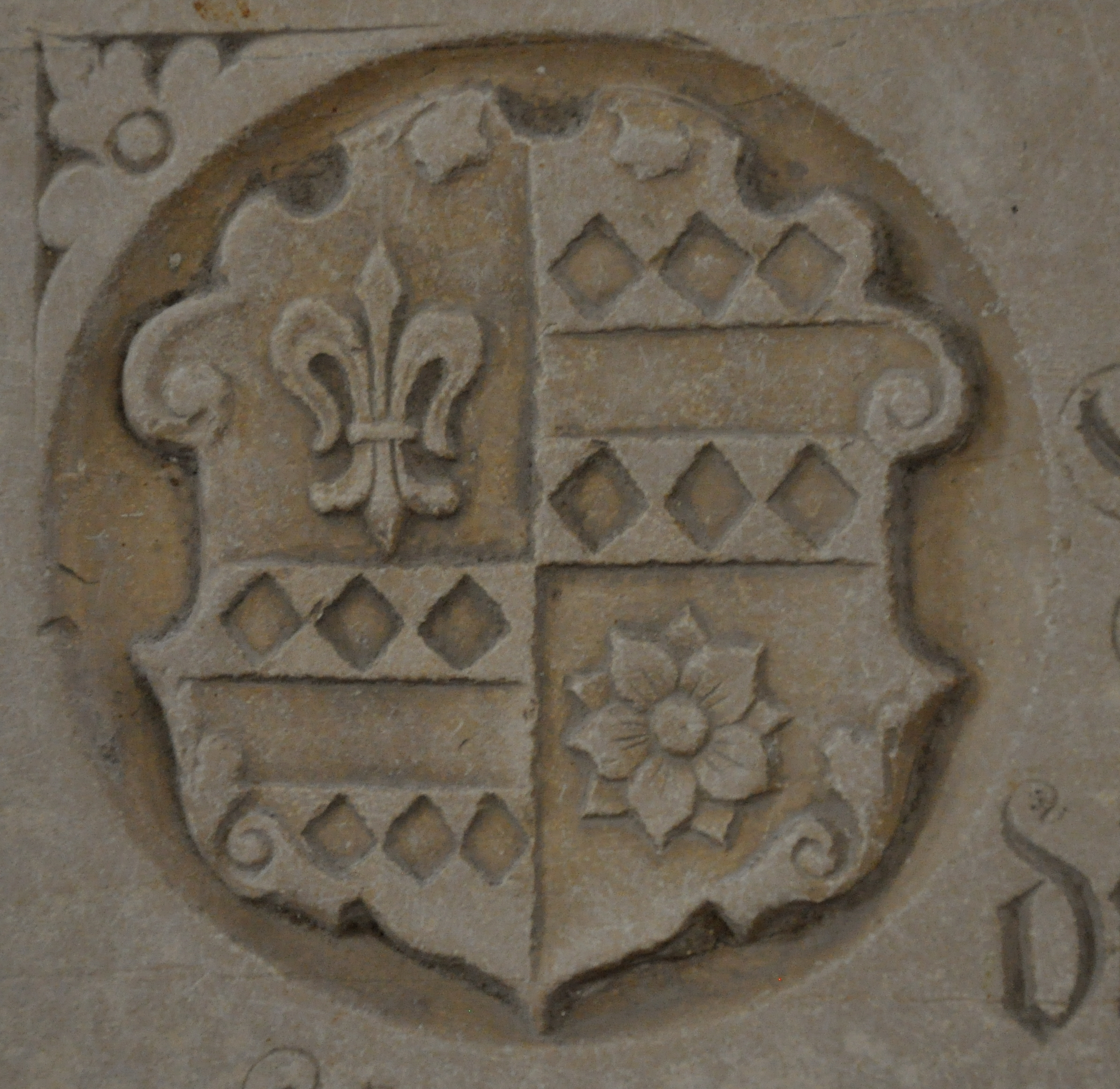
Vermehrtes Zoch Wappen auf dem Epitaph der Sybilla von Zocha († 1631), Tochter des Gottfried Zoch in Öttingen

Epitaph Inschrift für Laurentius Zoch d. J. 1547 in Wittenberg:
| Proximus hic tumulus Laurenti continet ossa, Qui veteri Zocha stirpe creatus erat. Juris erat Doctor, nec tantum curia vocem Ipsius & solita est tota probare fidem: Verum etiam casti mores & justa voluptas Ipsius & pietas vera probata Deo est, Luxerunt ipsum nati conjunxque socerque, Qui juris nostro tempore lumen erat. Qui cognomen habet Schurffi, quod laude perenni Ornat doctrinae justitiae suae Decessit. Anno ф Ic XLVII, Die XXVII, Mens. Februar. |